# 沙库巴曲缬沙坦
沙库巴曲缬沙坦（商品名：Entresto，诺欣妥；药品名：沙库巴曲缬沙坦钠）是由脑啡肽酶抑制剂沙库巴曲（INN：Sacubitril）和血管紧张素受体拮抗剂缬沙坦组成的复方制剂，由诺华原研，可排钠、利尿、舒张血管、降血压和保护心脏，显著降低心血管死亡和心力衰竭住院的风险。
该药物是全球首个血管紧张素受体脑啡肽酶抑制剂（ARNi）。用于治疗射血分数下降的心臟衰竭的口服複方藥，可用它替代其它血管紧张素转换酶抑制剂或血管紧张素II受体拮抗剂藥物。
该药物的常见副作用包括低血壓、咳嗽、肾脏问题和高鉀血症。其他副作用包括可能發生血管性水肿。孕期使用可能對婴儿有害。

## 历史
沙库巴曲缬沙坦由诺华原研，于2015年取得在美国和欧洲的醫療使用許可，2016年取得在澳大利亚的醫療使用許可。该药物在中国大陆以外地区的商品名为Entresto，2017年，其获批进入中国大陆市场，商品名为诺欣妥，适应症为替代普利类、沙坦类药物用于心衰患者的治疗。2021年该药物在中国大陆获批治疗高血压的适应症。《中国高血压防治指南（2024年修订版）》将该药物作为降压药的一线用药被单独归类编入指南。
2023年，江苏华瀚医药科技有限公司生产的沙库巴曲缬沙坦钠片（商标名：悦欣妥）在中国大陆获批上市，该公司获得了诺华方面的专利完整授权，与原研药物具有相同的晶型结构，可以在原研专利保护期内提前合法上市。
沙库巴曲缬沙坦在治疗心衰和高血压方面疗效确切且安全性良好，已得到包括美国心脏协会、欧洲心脏病学会及中华医学会心血管病学分会在内的多个国际机构推荐使用。